# Дойч, Адольф
Адольф Дойч (англ. Adolph Deutsch; 20 октября 1897, Лондон — 1 января 1980, Палм-Дезерт) — британский композитор, дирижёр и аранжировщик.

## Биография
Дойч родился в Лондоне в 1897 году. В 1914 году он сопровождал немые фильмы. Дойч начал свою карьеру композитора на Бродвее ещё до начала работы в голливудских фильмах.
Дойч получил 3 премии «Оскар» за свою фоновую музыку к фильмам «Оклахома», «Семь невест для семерых братьев» и «Энни берёт твоё оружие». В дополнение к музыке для вестернов он сочинял мелодии для фильмов в жанре нуар, таких как «Маска Димитроса», «Мальтийский сокол», «Никто не живёт вечно», мелодрам («Маленькие женщины» (фильм, 1949) и для комедий Билли Уайлдера: «В джазе только девушки», «Квартира».
Адольф Дойч вышел на пенсию в 1961 году. Скончался в 1980 году в своем доме в Палм-Дезерт (штат Калифорния).